# Uranothauma delatorum
Uranothauma delatorum is een vlinder uit de familie van de Lycaenidae. De wetenschappelijke naam van de soort is voor het eerst geldig gepubliceerd in 1909 door Heron.